# Élections étatiques de 2021 dans l'État de Nuevo León
Les élections étatiques de 2021 dans l'État de Nuevo León se tiennent le 6 juin 2021, afin d'élire le gouverneur de l'État de Nuevo León pour un mandat de six ans, et les 42 membres du congrès étatique pour un mandat de trois ans.

État de Nuevo León.

## Gouverneur

### Mode de scrutin
Le gouverneur est élu au scrutin uninominal majoritaire à un tour.

### Résultats
|                        | Mouvement citoyen (MC) | Samuel García                   | 786 808   | 37,36 |  |  |
|                        | En forme pour Nuevo León - Parti révolutionnaire institutionnel (PRI) - Parti de la révolution démocratique (PRD)                                                                  | Adrián de la Garza Santos (PRI) | 598 052   | 28,40 |  |  |
|                        | Parti action nationale (PAN) | Fernando Larrazábal             | 392 901   | 18,66 |  |  |
|                        | Ensemble, nous faisons l'histoire - Mouvement de régénération nationale (MORENA) - Parti du travail (PT) - Parti vert écologiste du Mexique (PVEM) - Parti nouvelle alliance (PNA) | Clara Luz Flores (MORENA)       | 300 588   | 14,27 |  |  |
|                        | Force pour le Mexique (FxM) | Emilio Jacques Rivera           | 13 863    | 0,66  |  |  |
|                        | Parti du combat solidaire (PES) | Carolina Garza Guerra           | 7 042     | 0,33  |  |  |
|                        | Réseaux sociaux progressistes (RSP) | Daney Siller Tristán            | 8 629     | 0,31  |  |  |
|                        | |                                 |           |       |  |  |
| Suffrages exprimés     | Suffrages exprimés | Suffrages exprimés              | 2 105 883 | 98,27 |  |  |
| Votes nuls             | Votes nuls | Votes nuls                      | 37 122    | 1,73  |  |  |
| Total                  | Total | Total                           | 2 143 005 | 100   |  |  |
| Abstention             | Abstention | Abstention                      | 2 046 679 | 48,85 |  |  |
| Inscrits/Participation | Inscrits/Participation | Inscrits/Participation          | 4 189 684 | 51,15 |  |  |

## Congrès étatique

### Mode de scrutin
Le Congrès d'État est constitué de 42 députés, élus selon un système mixte. 26 députés sont élus au scrutin uninominal majoritaire à un tour dans autant de circonscriptions, tandis que les 16 députés restants sont élus au scrutin proportionnel plurinominal.

### Résultats
|                                                   |                                                   |                                              |                  |                  |                  |                  |           |        |        |        |               |               |  |  |
| Partis et coalitions                              | Partis et coalitions                              | Partis et coalitions                         | Circonscriptions | Circonscriptions | Circonscriptions | Circonscriptions | Listes    | Listes | Listes | Listes | Total sièges  | +/-           |  |  |
| Partis et coalitions                              | Partis et coalitions                              | Partis et coalitions                         | Votes            | %                | Sièges           | +/-              | Votes     | %      | +/-    | Sièges | Total sièges  | +/-           |  |  |
|                                                   | Parti action nationale (PAN)                      | Parti action nationale (PAN)                 | 618 419          | 29,71            | 10               | 2                | 620 529   | 29,64  | 0,99   | 5      | 15            | 1             |  |  |
|                                                   |                                                   | Parti révolutionnaire institutionnel (PRI)   | 573 243          | 27,54            | 12               | 10               | 558 026   | 26,66  | 7,69   | 2      | 14            | 8             |  |  |
|                                                   | Parti de la révolution démocratique (PRD)         | 0                                            | 573 243          | 27,54            | en stagnation    | 18 171           | 0,87      | 0,11   | 0      | 0      | en stagnation |               |  |  |
| Total coalition En forme pour Nuevo León          | Total coalition En forme pour Nuevo León          | 12                                           | 573 243          | 27,54            | 10               | 576 197          | 27,53     | 7,58   | 2      | 14     | 8             |               |  |  |
|                                                   | Mouvement citoyen (MC)                            | Mouvement citoyen (MC)                       | 416 807          | 20,02            | 0                | 1                | 419 641   | 20,05  | 9,21   | 6      | 6             | 3             |  |  |
|                                                   |                                                   | Mouvement de régénération nationale (MORENA) | 132 146          | 6,35             | 0                | en stagnation    | 279 667   | 13,36  | N/A    | 3      | 3             | 5             |  |  |
|                                                   | Parti vert écologiste du Mexique (PVEM)           | 23 446                                       | 1,13             | 0                | en stagnation    | 62 277           | 2,97      | N/A    | 0      | 2      | 1             |               |  |  |
|                                                   | Parti du travail (PT)                             | 15 131                                       | 0,73             | 0                | en stagnation    | 44 404           | 2,12      | N/A    | 0      | 0      | 4             |               |  |  |
|                                                   | Parti nouvelle alliance (PNA)                     | 12 046                                       | 0,58             | 0                | en stagnation    | 28 052           | 1,34      | 1,81   | 0      | 2      | 1             |               |  |  |
|                                                   | Votes pour la coalition                           | 228 522                                      | 10,98            | 4                |                  |                  |           |        |        |        |               |               |  |  |
| Total coalition Ensemble, nous faisons l'histoire | Total coalition Ensemble, nous faisons l'histoire | 411 291                                      | 19,76            | 4                | 7                | 414 400          | 19,80     | 2,53   | 3      | 7      | 8             |               |  |  |
|                                                   | Réseaux sociaux progressistes (RSP)               | Réseaux sociaux progressistes (RSP)          | 20 013           | 0,96             | 0                | en stagnation    | 20 307    | 0,97   | Nv.    | 0      | 0             | en stagnation |  |  |
|                                                   | Force pour le Mexique (FxM)                       | Force pour le Mexique (FxM)                  | 19 641           | 0,94             | 0                | en stagnation    | 19 766    | 0,94   | Nv.    | 0      | 0             | en stagnation |  |  |
|                                                   | Parti du combat solidaire (PES)                   | Parti du combat solidaire (PES)              | 12 490           | 0,60             | 0                | en stagnation    | 12 548    | 0,60   | N/A    | 0      | 0             | 1             |  |  |
|                                                   | Indépendants                                      | Indépendants                                 | 9 847            | 0,47             | 0                | -                | 9 842     | 0,47   | -      | 0      | 0             | -             |  |  |
|                                                   |                                                   |                                              |                  |                  |                  |                  |           |        |        |        |               |               |  |  |
| Suffrages exprimés                                | Suffrages exprimés                                | Suffrages exprimés                           | 2 081 751        | 97,78            |                  |                  | 2 093 230 | 97,76  |        |        |               |               |  |  |
| Votes nuls                                        | Votes nuls                                        | Votes nuls                                   | 47 246           | 2,22             | 47 895           | 2,24             |           |        |        |        |               |               |  |  |
| Total                                             | Total                                             | Total                                        | 2 128 997        | 100              | 26               | en stagnation    | 2 141 125 | 100    | -      | 16     | 42            | en stagnation |  |  |
| Abstention                                        | Abstention                                        | Abstention                                   | 2 060 687        | 49,18            |                  |                  | 2 048 559 | 48,89  |        |        |               |               |  |  |
| Inscrits/Participation                            | Inscrits/Participation                            | Inscrits/Participation                       | 4 189 684        | 50,82            | 4 189 684        | 51,11            |           |        |        |        |               |               |  |  |